# Santa Cruz de los Cuérragos
Santa Cruz de los Cuérragos es una localidad española perteneciente al municipio de Manzanal de Arriba de la provincia de Zamora, en la comunidad autónoma de Castilla y León.
Se sitúa en el extremo occidental de la provincia de Zamora, junto a la frontera con Portugal, en la confluencia de tres comarcas zamoranas (Aliste, Sanabria y La Carballeda), lo que acentúa su carácter fronterizo. Su territorio cuenta con un alto valor ecológico y natural, ya que se encuentra integrado en el Espacio Natural de la Sierra de la Culebra. Su casco urbano se asienta sobre la ladera de Peña Castillo mirando a Portugal, a una altitud de 900 m s. n. m., lo que ha determinado un tipo de arquitectura popular adaptada al terreno, cuya conservación ha sido objeto de reconocimiento por la administración regional, al haber declarado a este pueblo bien de interés cultural, con categoría de conjunto etnológico.

## Contexto geográfico
Su situación en la sierra de la Culebra (Montes de León), en el extremo occidental de la provincia de Zamora, (España) junto a Portugal, en la confluencia de tres comarcas zamoranas– Aliste, Sanabria y La Carballeda, acentúa su carácter fronterizo.

## Historia
En la Edad Media, Santa Cruz quedó integrado en el Reino de León, cuyos monarcas acometieron la repoblación del oeste zamorano.
Ya en el siglo XIX, al crearse las actuales provincias en 1833, Santa Cruz pasó a formar parte de la provincia de Zamora, dentro de la Región Leonesa, quedando integrado en 1834 en el partido judicial de Puebla de Sanabria.
En torno a 1850, Santa Cruz de los Cuérragos se integró en el municipio de Folgoso de la Carballeda, el cual posteriormente trasladó su capital de Folgoso a Manzanal, pasando a renombrarse como Manzanal de Arriba en torno a 1900.

## Demografía
| Gráfica de evolución demográfica de Santa Cruz de los Cuérragos entre 2000 y 2020        |
|                                                                                          |
| Fuente: Instituto Nacional de Estadística de España - Elaboración gráfica por Wikipedia. |

## Arquitectura
El núcleo urbano se encuentra en el Espacio Natural de la Sierra de la Culebra, de alto valor ecológico y natural, en la ladera de Peña Castillo mirando a Portugal, a una altitud de 900 metros asentado sobre las faldas de la propia montaña.
Sus construcciones tienen características similares a las de Sanabria, especialmente parecidas a las de Robledo y Ungilde, con utilización de la pizarra incluso en los muros. La Junta de Castilla y León ha declarado a este pueblo bien de interés cultural, con categoría de conjunto etnológico
El conjunto constituye un caso único de conservación integral de la arquitectura popular de la Sierra de la Culebra, con una peculiar tipología arquitectónica caracterizada por la adaptación a las condiciones naturales, a los usos y aprovechamientos tradicionales y a los materiales predominantes en la zona, como la piedra, pizarra y madera. Los antecedentes de la arquitectura tradicional de la comarca los encontramos en una serie de construcciones propias de áreas montañosas del noroeste peninsular. Son construcciones herederas de la Cultura Castreña y de un marcado carácter primitivo.

### Elementos arquitectónicos principales
La casa popular, con balcones de madera y tejados de pizarra, se compone generalmente de dos pisos y se construye en piedra con tejado de pizarra. La cuadra se situaba en el piso de abajo, por diversas razones, sobre todo para aprovechar en invierno el calor de los animales Una sencilla escalera de piedra, servía de acceso a la vivienda que se situaba en el piso superior, generalmente con un balcón o corredor.
El hogar constituye el elemento fundamental de la casa, en torno al que se desarrollaba la vida cotidiana familiar. El horno de pan, hecho de adobe o barro, formaba parte de casi todas las cocinas y al exterior sobresale en planta en forma de bóveda.
Un elemento muy característico de esta arquitectura es el conocido en la zona como "candonga". Se trata de una chimenea construida de losa o pizarra y adobe en la base más o menos en forma de pirámide. En la parte superior tiene una cubierta de chapa en forma cónica y móvil, con una sola abertura y una veleta. Su objeto es favorecer gracias a la acción del propio viento la salida del humo y así evitar que la cocina se llene de humo.

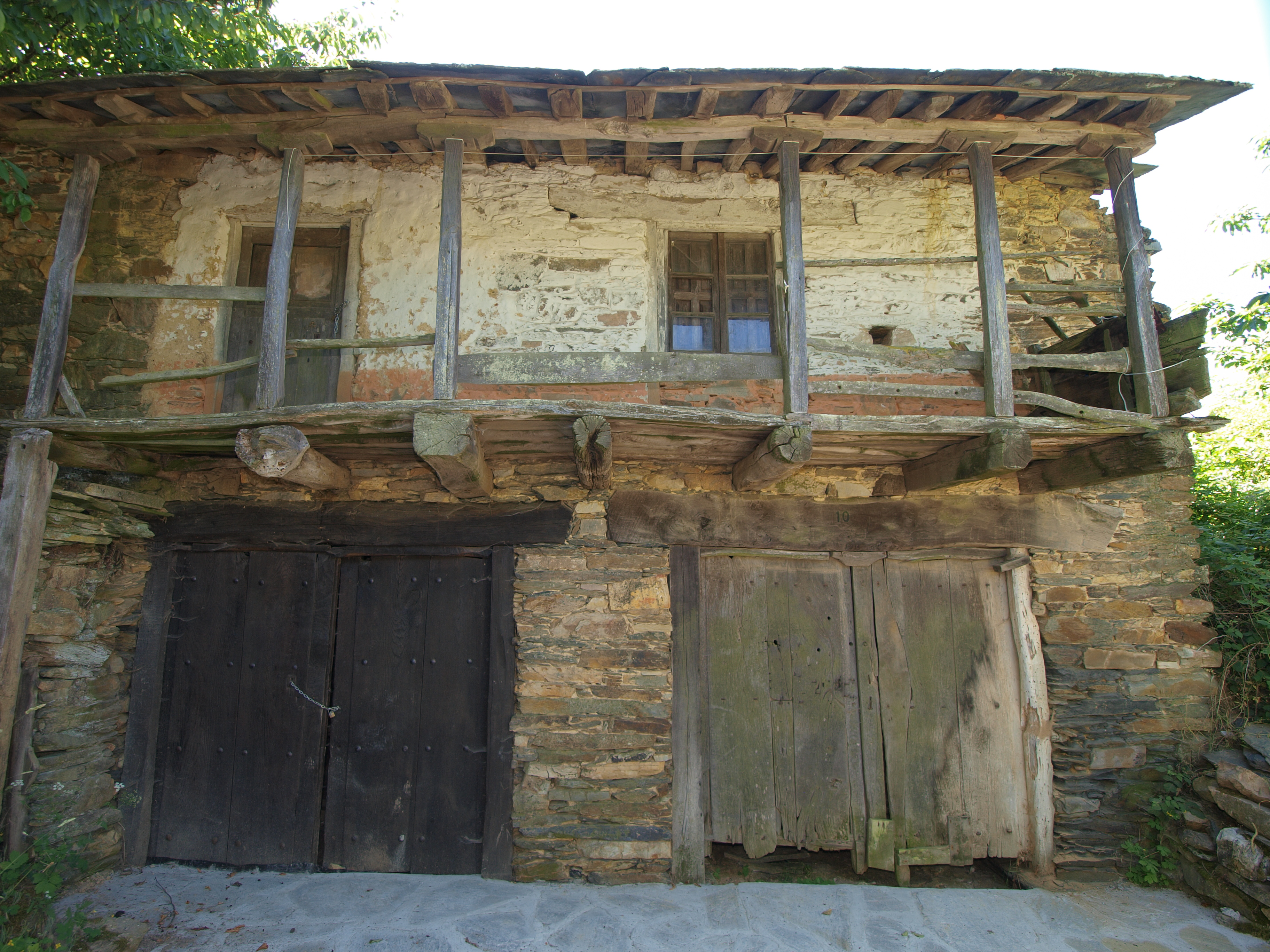
Vivienda tradicional
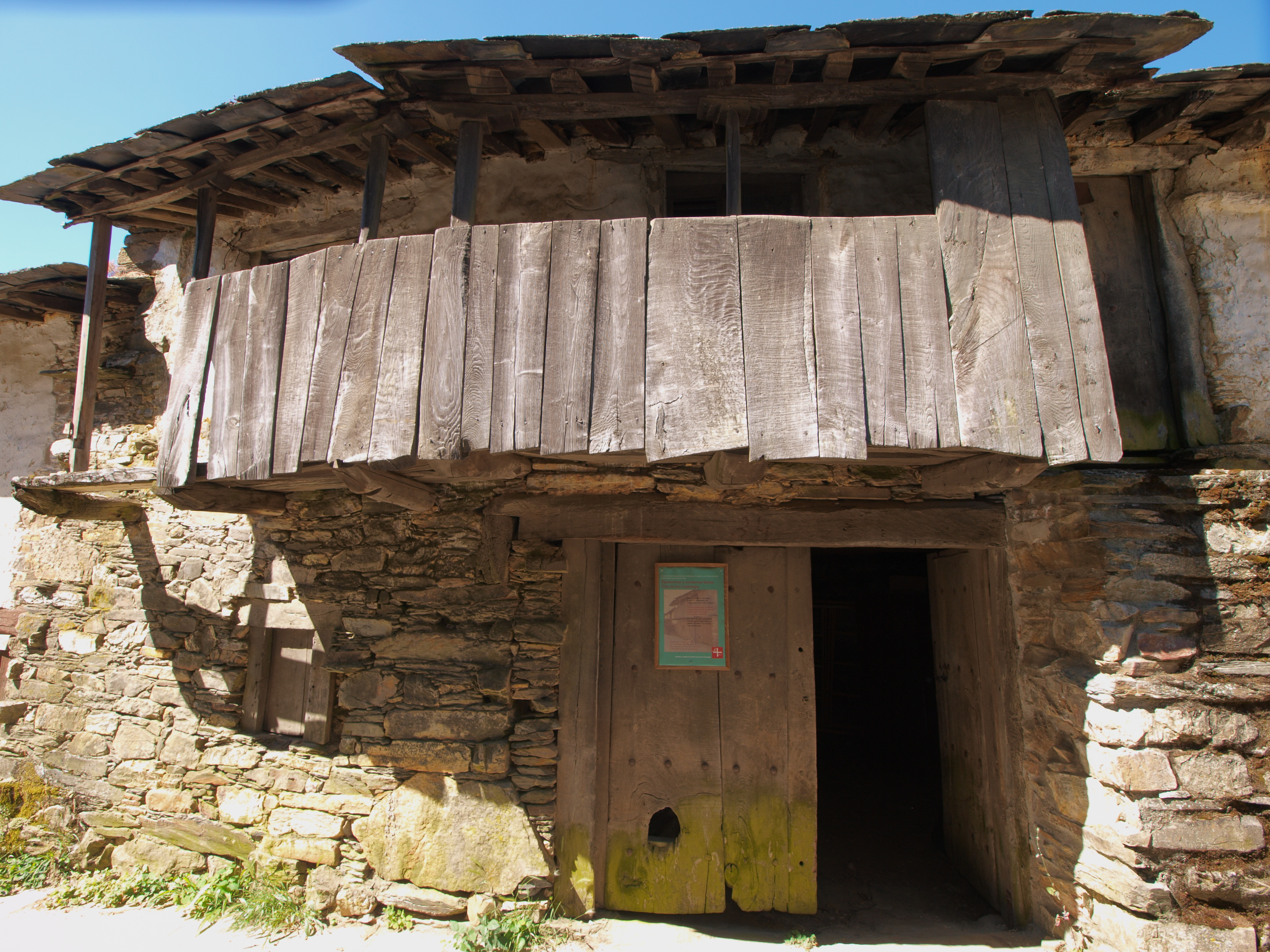
Vivienda tradicional

### Diversos
Otros elementos esenciales de la arquitectura popular son el puente de los Infiernos, que atraviesa el río Manzanas; y las fuentes, pilones y los cercados de piedra que delimitan las huertas, prados y los pastos del minifundio.
El principal monumento es la iglesia de la Santa Cruz, de la que recibe el nombre, que antiguamente fue parroquia.